# Јединствени матични број грађана
Јединствени матични број грађана (скраћено ЈМБГ, хрв. Matični broj građana - MBG, мкд. Единствен матичен број на граѓанинот - ЕМБГ, словен. Enotna matična številka občana - EMŠO) је лични идентификациони број који је додељиван свим грађанима СФРЈ.
Број је још увек у употреби у новонасталим државама стим што је у Хрватској од 1. јануара 2009. JМБГ највећим делом замењен Личним идентификационим бројем (хрв. Osobni identifikacijski broj скраћено OIB) који је сачињен од 11 насумично изабраних цифара, али се ЈМБГ и даље користи и издаје ради кординације међу државним органима.

## Увођење
Закон о увођењу јединственог матичног броја грађана донет је 1976. године на нивоу СФРЈ. Након државног закона о увођењу матичног броја уследили су републички закони о јединственом матичном броју грађанина који су доношени у периоду од 1978. до 1980. године у свакој од република и у покрајинама. У републичким законима је дефинисано:
1. да је рок увођења матичног броја до 1987. године;
2. да се број додељивао свим лицима према пребивалишту, а новорођеној деци према месту рођења;
3. да матични број одређују органи унутрашњих послова свуда сем у Војводини и у Словенији где су то чинили статистички заводи;
4. да евиденција о матичним бројевима поред самог броја садржи и име, презиме, име једног родитеља и место рођења.

Упркос томе у појединим републикама број није додељиван према регионима места рођења.

## Композиција броја
Јединствени матични број грађана се састоји од 13 цифара у форми: ДД ММ ГГГ РР БББ К (без празних места),
где су слова шифре за:
- ДД - дан рођења
- ММ - месец рођења
- ГГГ - задње три цифре године рођења
- РР - регион рођења или пребивалишта
- БББ - јединствени број
- K - контролна цифра

### Регион рођења или пребивалишта
Регион рођења или пребивалишта је двоцифрен број РР у ЈМБГ-у и одређен је са:
- 00-09 – странци који су добили СФРЈ држављанство
- 10-19 – Босна и Херцеговина
- 20-29 – Црна Гора
- 30-39 – Хрватска
- 40-49 – Македонија
- 50-59 – Словенија
- 60-69 – Грађани са привременим боравком
- 70-79 – Ужа Србија
- 80-89 – Аутономна Покрајина Војводина
- 90-99 – Аутономна Покрајина Косово и Метохија

Предвиђени бројеви за доделу ЈМБГ-а према регионима рођења:

| република           | цифре | 0                                                                   | 1                                        | 2                               | 3                               | 4                               | 5                               | 6                                             | 7                                 | 8                               | 9                               |                                 |
| ------------------- | ----- | ------------------------------------------------------------------- | ---------------------------------------- | ------------------------------- | ------------------------------- | ------------------------------- | ------------------------------- | --------------------------------------------- | --------------------------------- | ------------------------------- | ------------------------------- | ------------------------------- |
| странци             | 0     | мешана употреба                                                     | странци у Босни и Херцеговини            | странци у Црној Гори            | странци у Хрватској             | странци у Македонији            | странци у Словенији             | не користе се                                 | странци у Ужој Србији             | странци у Војводини             | странци на Косову и Метохији    |                                 |
| Босна и Херцеговина | 1     | Бања Лука                                                           | Бихаћ                                    | Добој                           | Горажде                         | Ливно                           | Мостар                          | Приједор                                      | Сарајево                          | Тузла                           | Зеница                          |                                 |
| Црна Гора           | 2     | ne koristi se                                                       | Подгорица                                | Бар, Улцињ                      | Будва, Котор, Тиват             | Херцег Нови                     | Цетиње                          | Никшић                                        | Беране, Рожаје, Плав, Андријевица | Бијело Поље, Мојковац           | Пљевља, Жабљак                  |                                 |
| Хрватска            | 3     | Осијек                                                              | Бјеловар, Вировитица, Копривница, Пакрац | Вараждин, Међимурје             | Загреб                          | Карловац                        | Лика                            | Истра, Приморје                               | Сисак, Банија                     | Далмација                       | мешана употреба                 |                                 |
| Македонија          | 4     | не користи се                                                       | Битољ                                    | Куманово                        | Охрид                           | Прилеп                          | Скопље                          | Струмица                                      | Тетово                            | Велес                           | Штип                            |                                 |
| Словенија           | 5     | у целој Словенији                                                   | не користе се                            | не користе се                   | не користе се                   | не користе се                   | не користе се                   | не користе се                                 | не користе се                     | не користе се                   | не користе се                   |                                 |
|                     | 6     | грађани са привременим боравком                                     | грађани са привременим боравком          | грађани са привременим боравком | грађани са привременим боравком | грађани са привременим боравком | грађани са привременим боравком | грађани са привременим боравком               | грађани са привременим боравком   | грађани са привременим боравком | грађани са привременим боравком | грађани са привременим боравком |
| Ужа Србија          | 7     | Грађани уписани у МКР ДКП Републике Србије (по чл. 4 Закона о ЈМБГ) | Београд                                  | Крагујевац, Јагодина            | Ниш, Пирот, Топлица             | Лесковац, Врање                 | Зајечар, Бор                    | Смедерево, Пожаревац                          | Мачва, Колубара                   | Чачак, Краљево, Крушевац        | Ужице                           |                                 |
| Војводина           | 8     | Нови Сад                                                            | Сомбор                                   | Суботица                        | Врбас                           | Кикинда                         | Зрењанин                        | Панчево                                       | Вршац                             | Рума                            | Сремска Митровица               |                                 |
| Косово и Метохија   | 9     | не користе се                                                       | Приштина                                 | Косовска Митровица              | Пећ                             | Ђаковица                        | Призрен                         | Гњилане, Косовска Каменица, Витина, Ново Брдо |                                   |                                 |                                 |                                 |

### Јединствени број
Јединствени број је троцифрен број БББ у ЈМБГ-у и одређен је са:
- 000-499 за мушки род
- 500-999 за женски род

### Контролна цифра
Контролна цифра је једноцифрени број К у ЈМБГ-у.
За израчунавање контролне цифре, ЈМБГ записујемо у облику: A1A2A3A4A5A6A7A8A9A10A11A12A13 и рачунамо суму S:
S = 7·A1 + 6·A2 + 5·A3 + 4·A4 + 3·A5 + 2·A6 + 7·A7 + 6·A8 + 5·A9 + 4·A10 + 3·A11 + 2·A12
и цифра К, тј. A13 се добија према формули:
К = S mod 11, тј. цифра К је једнака остатку при дељењу броја S са 11.
Ако остатак при дељењу броја S бројем 11 означимо са m, онда за:
- m = 0, контролна цифра К = 0.
- m = 1, матични број погрешан, па се број БББ увећава за 1 и рачун креће испочетка.
- m веће од 1, контролна цифра K = 11 - m.

## Формула за израчунавање контролне цифре у спредшит програмима
Ако се уведу скраћенице:
- A1 - подаци првих 12 цифара
- B1 - контролна цифра (последња цифра)
- C1 - цео број са контролном цифром,

код за израчунавање контролне цифре у програмима за табеларну калкулацију ће бити:
```
B1 = 11-MOD(SUMPRODUCT(MID(A1,{1,2,3,4,5,6;7,8,9,10,11,12},1)*{7,6,5,4,3,2})-1,11)
 
C1 = IF(B1=10;"неисправно!";A1&B1)
```

## Јединствени матични број грађанина након распада СФРЈ

### Србија
Јединствени матични број грађанина у Републици Србији је остао у истој форми, док су одређени регионални бројеви претрпели измене (видети табелу доле). Јединствени матични број грађанина се одређује сходно законима о јединственом матичном броју и о странцима (где се ЈМБГ назива евиденцијски број странца). С обзиром да је садашњи Закон о јединственом матичном броју грађана донет 2018. године, сви јединствени матични бројеви остају важећи.
Јединствени матични број грађанина се може пасивизирати (стављени ван употребе) услед погрешног одређивања (када се додељује нови) или услед одређивања више бројева истој особи (када само први одређени број остаје важећи, сем у случају да су неки од других унети у јавне исправе. Пасивизирани матични бројеви се не могу доделити некој другој особи.
Јединствени матични број грађанина одређен у некој од других република током постојања СФРЈ су важећи у Србији само у случајевима када им МУП Републике Србије није доделио ЈМБГ у складу са нашим закону. Док у случају да им је МУП одредио ЈМБГ по нашим закону, онда се користи тај нови ЈМБГ.
| Регионални број | Подручје |
| --------------- | --- |
| 06              | Странци којима је одобрен сталан боравак или одобрен азил |
| 66              | Остале категорије странаца |
| 70              | држављани Републике Србије уписани у матичну књигу рођених у неком од дипломатско-конзуларних представништва                                                  |
| 71              | Београд |
| 72              | Аранђеловац, Баточина, Деспотовац, Јагодина, Кнић, Крагујевац, Лапово, Параћин, Рача, Рековац, Свилајнац, Топола и Ћуприја                                    |
| 73              | Алексинац, Бабушница, Бела Паланка, Блаце, Димитровград, Дољевац, Гаџин Хан, Куршумлија, Мерошина, Ниш, Нишка Бања, Пирот, Прокупље, Ражањ, Сврљиг и Житорађа |
| 74              | Бојник, Босилеград, Бујановац, Црна Трава, Лебане, Лесковац, Медвеђа, Прешево, Сурдулица, Трговиште, Владичин Хан, Власотинце и Врање                         |
| 75              | Бољевац, Бор, Кладово, Књажевац, Мајданпек, Неготин, Соко Бања и Зајечар                                                                                      |
| 76              | Голубац, Кучево, Мало Црниће, Петровац на Млави, Пожаревац, Смедерево, Смедеревска Паланка, Велика Плана, Велико Градиште, Жабари и Жагубица.                 |
| 77              | Богатић, Коцељева, Крупањ, Лајковац, Лозница, Љиг, Љубовија, Мали Зворник, Мионица, Осечина, Уб, Ваљево, Владимирци и Шабац                                   |
| 78              | Брус, Горњи Милановац, Краљево, Крушевац, Лучани, Нови Пазар, Рашка, Сјеница, Трстеник, Тутин, Варварин, Врњачка Бања, Ћићевац и Чачак                        |
| 79              | Ариље, Бајина Башта, Ивањица, Косјерић, Нова Варош, Пожега, Прибој, Пријепоље, Ужице и Чајетина                                                               |
| 80              | Бач, Бачка Паланка, Бачки Петровац, Беочин, Нови Сад, Сремски Карловци, Темерин, Тител и Жабаљ                                                                |
| 81              | Апатин, Оџаци и Сомбор |
| 82              | Ада, Бачка Топола, Кањижа, Кула, Мали Иђош, Сента и Суботица                                                                                                  |
| 83              | Бечеј, Србобран и Врбас |
| 84              | Кикинда, Нова Црња, Нови Кнежевац и Чока |
| 85              | Нови Бечеј, Сечањ, Зрењанин и Житиште |
| 86              | Алибунар, Ковачица, Ковин, Опово и Панчево |
| 87              | Бела Црква, Пландиште и Вршац |
| 88              | Инђија, Ириг, Пећинци, Рума и Стара Пазова |
| 89              | Сремска Митровица и Шид |
| 91              | Глоговац, Косово Поље, Липљан, Ново Брдо, Обилић, Подујево и Приштина                                                                                         |
| 92              | Косовска Митровица, Лепосавић, Србица, Вучитрн, Зубин Поток и Звечан                                                                                          |
| 93              | Дечани, Исток, Клина и Пећ |
| 94              | Ђаковицa |
| 95              | Драгаш, Гора, Малишево, Опоље, Ораховац, Призрен и Сува Река                                                                                                  |
| 96              | Качаник, Урошевац, Штимље и Штрпце |
| 97              | Гњилане, Косовска Каменица и Витина |

### Босна и Херцеговина
Јединствени матични број грађана у БиХ је претрпео промену имена и промене регионалних бројева. Сада се зове Јединствени матични број , а регионални бројеви су дати у табели испод. Додељује се на основи закона о јединственом матичном броју. Надлежни органи за додељивање ЈМБа за држављане БиХ су кантонална министарства унутрашњих послова (у Федерацији БиХ), Министарство унутрашњих послова Републике Српске и Пододељење за личне документе у Брчко Дистрикту, док је за страна Министарство цивилних послова.
ЈМБ се може поништити ако је једној особи одређен више ЈМБ или ако је исти ЈМБ одређен за више људи.
Једно време јединствени матични бројеви нису могли бити додељивани, због одлуке Уставног суда БиХ, по којој је проглашено да је тадашњи Закон о јединственом матичном броју неуставан, а у државној скупштини се нису могли договорити о регионалним бројевима (једни су хтели да регионални бројеви буду по ентитетској линији, други су хтели да прелази ентитетске линије, док су трећи позивали на витални интрес).
| Регионални број | Подручје |
| --------------- | --- |
| 01              | Странци којима је одобрен боравак |
| 11              | Бања Лука, Челинац, Градишка, Источни Дрвар, Језеро, Кнежево, Костајница, Котор Варош, Козарска Дубица, Крупа на Уни, Купрес, Лакташи, Мркоњић Град, Нови Град, Оштра Лука, Петровац, Приједор, Прњавор, Рибник, Србац и Шипово                                                                          |
| 12              | Бијељина, Брод, Дервента, Добој, Доњи Жабар, Лопаре, Модрича, Пелагићево, Петрово, Теслић, Угљевик, Вукосавље и Шамац |
| 13              | Билећа, Берковићи, Братунац, Чајниче, Фоча, Гацко, Хан Пијесак, Источна Илиџа, Источни Мостар, Источни Стари град, Источно Ново Сарајево, Калиновик, Љубиње, Милићи, Невесиње, Ново Горажде, Осмаци, Пале, Рогатица, Рудо, Сребреница, Соколац, Шековићи, Требиње, Трново, Вишеград, Власеница и Зворник |
| 14              | Брчко Дистрикт |
| 15              | Чапљина, Читлук, Груде, Јабланица, Коњиц,Љубушки, Мостар, Неум, Посушје, Прозор, Равно, Столац и Широки Бријег |
| 16              | Бихаћ, Босанска Крупа, Босански Петровац, Босанско Грахово, Бужим, Цазин, Дрвар, Гламоч, Кључ, Купрес, Ливно, Сански Мост, Томиславград и Велика Кладуша |
| 17              | Центар Сарајево, Фоча, Горажде, Хаџићи, Илиџа, Илијаш, Ново Сарајево, Пале, Сарајево Нови град, Сарајево Стари град, Трново и Вогошћа |
| 18              | Бановићи, Челић, Добој-Исток, Домаљевац-Шамац, Грачаница, Градачац, Калесија, Кладањ, Лукавац, Оџак, Орашје, Сапна, Сребреник, Теочак, Тузла и Живинице |
| 19              | Бугојно, Бреза, Бусовача, Добој-Југ, Добретићи, Доњи Вакуф, Фојница, Горњи Вакуф, Јајце, Какањ, Кисељак, Крешево, Маглај, Нови Травник, Олово, Травник, Тешањ, Усора, Вареш, Високо, Витез, Завидовићи, Зеница и Жепче                                                                                   |

### Црна Гора
Јединствени матични број грађана у ЦГ је претрпео промену регионалних бројева, са тим да неке општине имају исти регионални број као и друге општине, али добијају другачији јединствене бројеве које долазе иза регионалног броја.
| Регионални број | Подручје                                     | Јединствени број (мушкарци/жене)                                                |
| --------------- | -------------------------------------------- | ------------------------------------------------------------------------------- |
| 21              | Подгорица Даниловград Колашин Голубовци Тузи | 000-399/500-899 400-429/900-928 430-448/929-965 449-477/966-982 478-499/983-999 |
| 22              | Бар Улцињ                                    | 000-299/500-799 300-499/800-899                                                 |
| 23              | Котор Тиват Будва                            | 000-299/500-799 300-399/800-899 400-499/900-999                                 |
| 24              | Херцег Нови                                  | 000-499/500-999                                                                 |
| 25              | Цетиње                                       | 000-499/500-999                                                                 |
| 26              | Никшић Плужине Шавник                        | 000-399/500-899 400-449/900-949 450-499/950-999                                 |
| 27              | Беране Плав Рожаје Андријевица               | 000-299/500-799 300-349/800-849 350-449/850-949 450-499/950-999                 |
| 28              | Бијело Поље Мојковац                         | 000-449/500-949 450-499/950-999                                                 |
| 29              | Пљевља Жављак                                | 000-449/500-949 450-499/950-999                                                 |

### Хрватска
Јединствени матични број грађана је постојао у Хрватској од увођења у тадашњој СФРЈ и постојао је до 1. јануара 2009. године, када је Закон о личном идентификационом броју (хрв. Zakon o osobnom identifikacijskom broju), почео са применом. Тај закон је увео лични идентификациони број (ЛИП хрв. OIB, са 11 цифри (првих десет је јединствени број, а једанаеста је контролна цифра). ЛИП добија свако домаће и страно физичко и правно лице са седиштем у Хрватској или код које је настао повод за праћење у Хрватској. Одређује га Порезна управа.

### Северна Македонија
У Северној Македонији, Јединствени матични број грађана је претрпео измене у виду регионалних бројева.
| Регионални број | Општине и градови                                               |
| --------------- | --------------------------------------------------------------- |
| 14              | Странци са регулисаним боравком                                 |
| 41              | Битола, Ресен и Демир Хисар                                     |
| 42              | Куманово, Кратово и Крива Паланка                               |
| 43              | Охрид, Дебар, Кичево и Струга                                   |
| 44              | Прилеп, Крушево и Брод                                          |
| 45              | Скопље                                                          |
| 46              | Струмица, Валандово и Радовиш                                   |
| 47              | Тетово и Гостивар                                               |
| 48              | Велес, Гевгелија, Кавадарци и Неготино                          |
| 49              | Штип, Берово, Виница, Делчево, Кочани, Пробиштип и Свети Никола |

### Словенија
Јединствени матични број грађана у Словенији се није мењао после распада Југославије све до априла 2024. године, када је уместо досадашњег регионалног броја 50, сада се регионални број додељује у опсегу између 50 и 59, са тим да се није прецизирало како се тачно одређује неки од бројева у том опсегу.